# John Perceval (4e comte d'Egmont)
Pour les articles homonymes, voir John Perceval et Perceval (homonymie).
John Perceval, 4e comte d'Egmont (13 août 1767 - 31 décembre 1835), titré vicomte Perceval de 1770 à 1822, est un pair et homme politique britannique. 

## Biographie
Perceval est le fils unique de John Perceval (3e comte d'Egmont) et de son épouse Isabelle Paulet. Avec le soutien de son père, il se présente à Bridgwater lors des élections de 1790 dans l'opposition au gouvernement. Cependant, l'influence du comte Poulett l'emporte, faisant élire le frère du comte Vere Poulett et John Langston avec respectivement 186 et 161 voix, tandis que Lord Perceval n'en obtient que 87.
Le 10 mars 1792, Perceval épouse Bridget Wynn, fille de Glyn Wynn. Son père désapprouve le mariage et n'essaie pas de le présenter à nouveau comme candidat.
Perceval succède à son père comme comte d'Egmont en 1822. Comme son père détenait également la pairie britannique du baron Lovel et de Hollande, il entre à la Chambre des lords britannique. Sa femme Bridget décéde le 24 janvier 1826 et il meurt le 31 décembre 1835. Ils ont un fils Henry Perceval (5e comte d'Egmont) (1796-1841).